# Плохая девочка (фильм, 2024)
«Плоха́я де́вочка» (англ. Babygirl) — американский эротический триллер Халины Рейн. В фильме снялись Николь Кидман, Харрис Дикинсон, Антонио Бандерас, Софи Уайлд. Его премьера состоялась 30 августа 2024 года на 81-м Венецианском кинофестивале. 10 сентября фильм показали на Кинофестивале в Торонто. Премьера в кинотеатрах США и Канады состоялась 25 декабря 2024 года. В российский прокат картина вышла 16 января 2025 года.

## Сюжет
Действие картины протекает в Нью-Йорке. Успешная бизнес-леди Роми Мейтис, руководитель крупной технологической компании, живёт в счастливом браке, в их семье две дочери. Неожиданно для самой себя она начинает роман со своим гораздо более молодым стажёром Сэмюэлем. Тайная страсть может уничтожить брак и карьеру.

## В ролях
- Николь Кидман — Роми Мейтис
- Харрис Дикинсон — Сэмюэл
- Антонио Бандерас — Джекоб
- Софи Уайлд — Эсме
- Эстер Макгрегор — Изабель
- Вон Райлли — Нора
- Виктор Слезак — мистер Миссел
- Ануп Десаи — Роберт

## Производство
В ноябре 2023 года стало известно, что в фильме «Плохая девочка» (англ. Babygirl) снимутся Николь Кидман, Харрис Дикинсон, Антонио Бандерас, Софи Уайлд и Жан Рено. Режиссёром, сценаристом и продюсером фильма стала Халина Рейн.
Съёмки начались в декабре 2023 года в Нью-Йорке.
Премьера состоялась 30 августа 2024 года на 81-м Венецианском кинофестивале. 10 сентября фильм показали на Кинофестивале в Торонто. Премьера в кинотеатрах США состоится 25 декабря 2024 года.

## Восприятие
На сайте-агрегаторе Rotten Tomatoes фильм имеет рейтинг 76 % на основании 245 рецензий критиков со средним баллом 7,0 из 10. На сайте-агрегаторе Metacritic рейтинг фильма составляет 79 балл из 100 возможных на основании 55 обзоров критиков, что соответствует «в основном положительным» отзывам.

## Награды
- Кубок Вольпи за лучшую женскую роль: 81-й Венецианский кинофестиваль, Николь Кидман (2024)[11]